# 기당미술관
기당미술관(奇堂美術館)은 제주특별자치도 서귀포시 소재의 도립 미술관이다.
제주가 고향인 재일교포사업가 기당(寄堂) 강구범이 화가 변시지를 위하여 건립하였으며 서귀포시에 기증했다. 1987년 7월 1일 개관하였으며 서귀포시 삼매봉도서관 옆에 있다. 미술관 건물은 농촌의 ‘눌’을 형상화하여 나선형의 동선으로 이루어진 전시실이 특징으로, 한국의 전통가옥을 연상시키는 천정과 자연광을 받아들여 쾌적한 전시공간을 연출하고 있다. 기당미술관은 현재 제주지역 작가 뿐만 아니라 국내, 외 작가들의 회화, 조각, 공예, 판화, 서예 등 전 부문에 걸쳐 640여점을 소장하고 있다. 주요 소장품으로는 김기창, 장우성, 서세옥, 송수남, 민경갑, 이왈종, 박노수, 장리석, 박서보, 김원, 이대원 등 국내화단의 주요한 작가들의 미술작품이 있고 이 작품들은 연중 3~4차례의 주제전시로 관람객들에게 소개되고 있다. 특히, 상설전시실에는 “폭풍의 화가”로 잘 알려진 제주의 화가 변시지의 작품이 연중 전시되고 있다.

## 연혁
- 1986.10.14 미술관 증여공증 (기탁자 : 강구범)
- 1987.07.01 미술관 개관
- 1997.06.04 1종 미술관 등록

## 시설 현황
변시지 상설전시실, 기획전시실, 수장고, 야외전시장, 사무실, 산책로 등을 갖추고 있다.

## 관람 안내
개관시간
- 09:00 ~ 18:00 (단, 7~9월에는 20:00까지 연장)

휴관일
- 1월 1일, 설, 추석, 매주 월요일